# Sofia Illarionovna Demidova

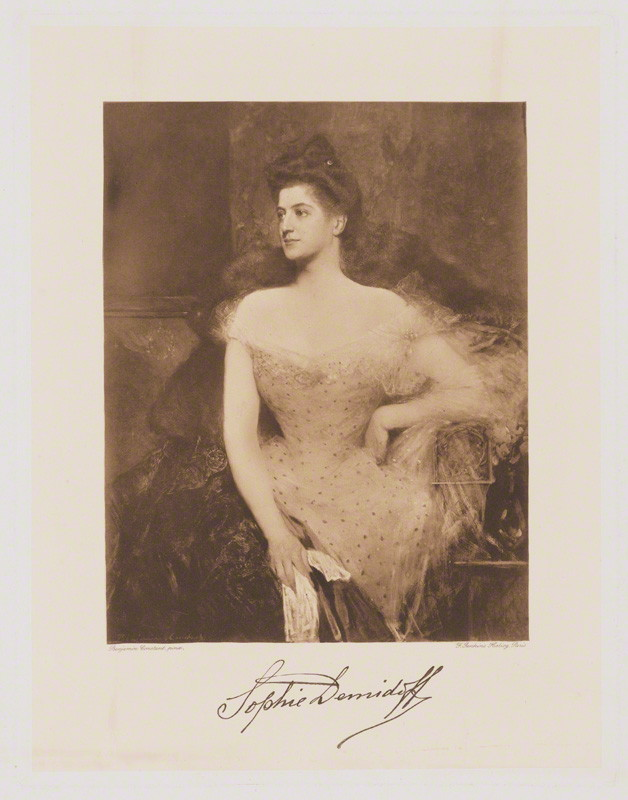
Sofia Illarionovna na década de 1890

Princesa Sofia Illarionovna Demidova (1869-1953) era esposa do Príncipe Elim Pavlovich Demidov, Príncipe de San Donato, filho mais velho do Príncipe Paulo Pavlovich Demidov e da Princesa Maria Elimovna Meshcherskaya. Era conhecida por Sofka pela família e amigos. Seu marido era conselherio privado e diplomata da Rússia.

## Família e infância
Sofia Illarionovna(Sofka) nasceu em 1870 em uma das famílias mais nobres e proeminentes da Rússia. Era filha do Conde Illarion Ivanovich Vorontsov-Dashkov e da Condessa Elizabeth Andreevna Shuvalova ,seus pais eram extremamentes ricos e uns dos maiores proprietários de terras da Rússia. pela condição financeira de seus pais Sofia teve uma infância confortável nas diversas propriedades da família. 

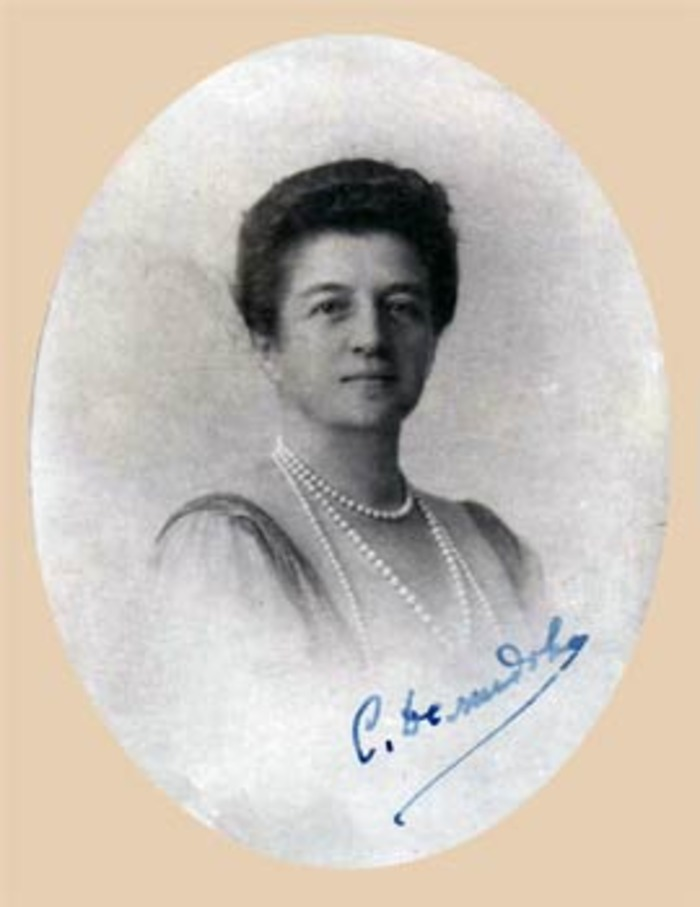
Sofia Illarionovna

A família vivia na Mansão Vorontsov-Dashkov no cais inglês em São Petersburgo e costumava passar o verão na propriedade Novotomnikovo em Tambov onde podiam viver livres de toda a rigidez da corte e onde as crianças estudavam, pescavam, nadavam, andavam a cavalo. Sofia também costurava roupas para crianças camponesas junto com suas irmãs em Novotomnikovo.
Seu pai era um amigo próximo do Imperador Alexandre III e sua família foi íntima da família imperial russa por toda vida. Na juventude Sofia , suas irmãs e alguns de seus irmãos participavam de um grupo de amigos íntimos do tsarevich Nicolau Alexandrovich denominado ''os batatas'', nome derivado de uma engraçado acontecimento envolvendo uma plantação de batatas ocorrido quando estavam em Novotomnikovo . Pela sua apróximação com a família imperial Sofia foi dama de honra.
Sofia ficou uma amiga íntima da Grã Duquesa Xenia Alexandrovna que também intregava os batatas.

## Casamento e Descendência

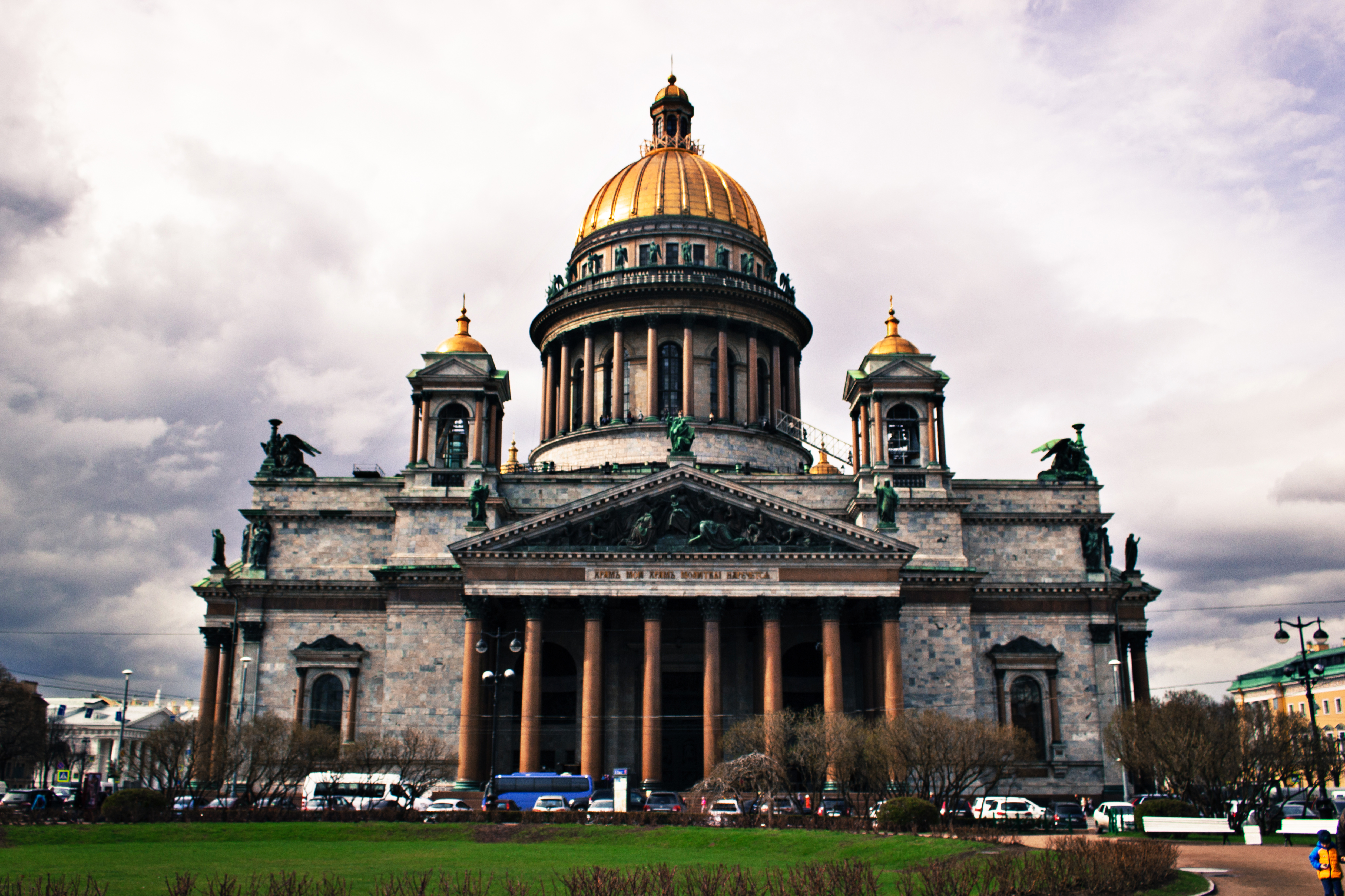
Catedral de Santo Isaac, a maior catedral ortodoxa de São Petersburgo, onde Sofia e Elim se casaram em 1893

Em 18 de abril de 1893 Sofia se casou com o Príncipe Elim Pavlovich Demidov, filho do Príncipe Paulo Pavlovich Demidov e de sua esposa, a Princesa Maria Elimovna Meshcherskay que tinha sido um amor da juventude de Alexandre III. 
O casamento ocorreu na Catedral de Santo Issac, a maior igreja ortodoxa de São Petersburgo. Por se casada com um embaixador Sofia se mudou constantemente acompanhando seu marido por algumas das maiores capitais europeias . 
Em 1894 o casal se mudou para Londres, em 1902 para Madrid, de 1905 a 1908 moraram em Viena na Áustria, em 1911 foram para Paris, a capitão francesa que na época inspirava todo o mundo e por fim foram para a Grécia onde fixaram residência.
Do casamento Elim e Sofia tiveram apenas um filho:
- Príncipe Vladimir Ilimovich Demidov (1907-1983)

## Vida na Grécia e últimos anos

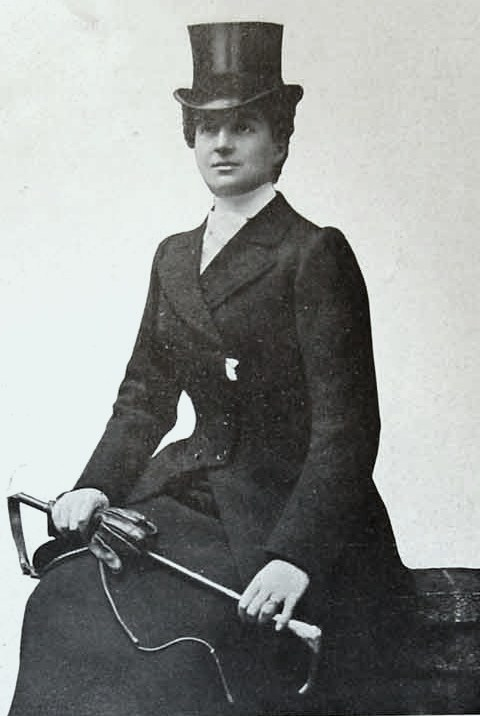
Sofia trajndo uma roupa tradicional de montaria

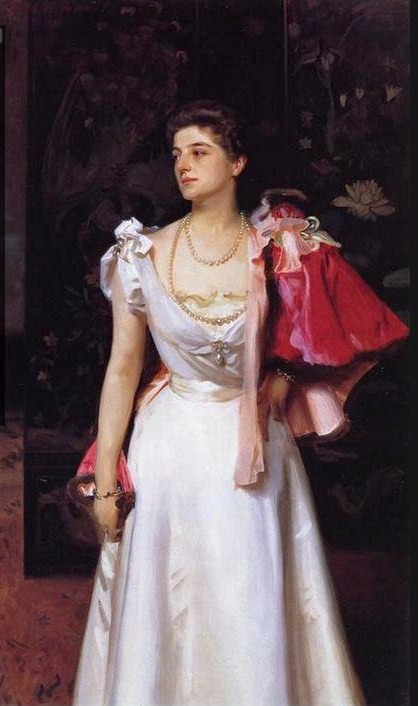
Pintura da Princesa Sofia Illarionovna Demidova por John Singer Sargent,1896

Na Grécia, Sofia estava à frente de quase todas as instituições de caridade e passou fundos pessoais para apoiar compatriotas russos necessitados após a revolução russa. Em 1919, por sua iniciativa a União para Assistência aos Russos na Grécia foi criada. Em 1921, foi eleita vice-presidente do Sindicato dos cristãos ortodoxos russos. Ela foi presidente do Comité das senhoras da escola russa em Atenas. Em 1931 ela foi eleita a presidente honorária da Irmandade na  Igreja Russa da Santíssima Trindade. Em 1923 as memórias de Sofia Illarionovna foram publicadas . Sofia morreria em 1953 sendo sepultada ao lado do marido.

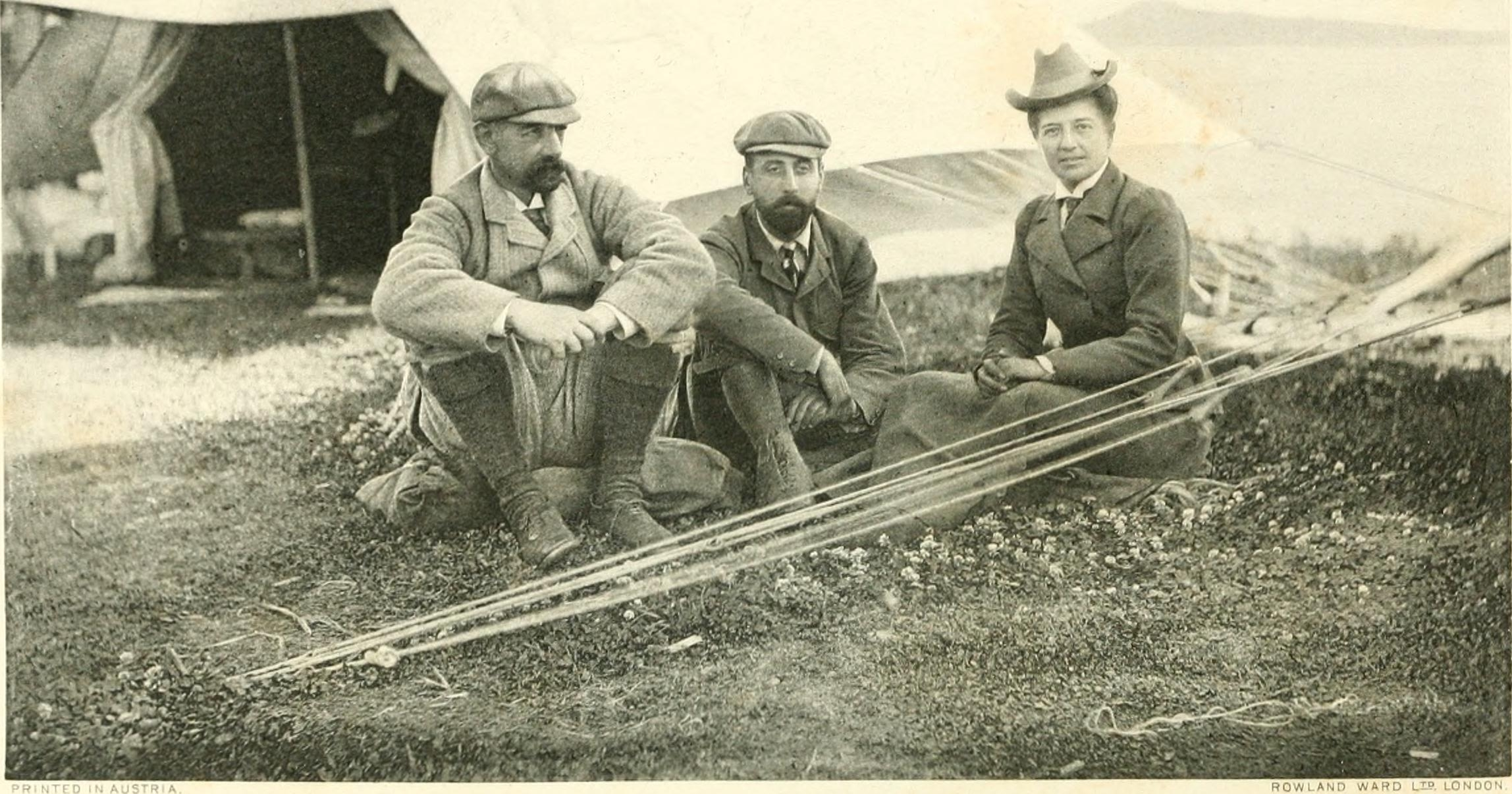
A Princesa Sofia Illarionovna em 1904

## Notes
1. ↑ Go to:1 2 Oleg Mosin, Svetlana Mosina "Princes of San Donato"
2. ↑ Russian Abroad in France 1919-2000. L. Mnukhin, M. Avril, V. Losskaya. Moscow. The science; House-Museum of Marina Tsvetaeva. 2008
3. ↑ Metric record of the wedding

## Links
- Hunting Trips in the Caucasus (1898)
- After the wild sheep in the Altai and Mongolia (1900)
- Biography on the site "History of Nizhny Tagil from the foundation to our days"
- Biography on the website of the International Demidov Foundation
- In the Russian church in Athens, a memorial service was held in memory of the last diplomat of the Russian Empire in Greece